# Breaker Morant
Harry "Breaker" Harbord Morant (născut Edwin Henry Murrant, n. 9 decembrie 1864, Anglia, Regatul Unit al Marii Britanii și Irlandei – d. 27 februarie 1902, Pretoria, Africa de Sud) a fost un drover anglo-australian, călăreț, poet, ofițer militar și criminal de război, care a fost condamnat și executat pentru crime în timpul celui de-al Doilea Război al Burilor.
În timp ce slujea la regimentul Bushveldt Carbineer în timpul celui de-al Doilea Război al Burilor, locotenentul Morant a fost arestat, dus în fața curții marțiale și condamnat pentru crime de război - una din primele urmăriri penale din istoria militară britanică. Potrivit procurorilor militari, Morant s-a răzbunat pentru moartea în luptă a ofițerului său comandant printr-o serie de crime atât împotriva prizonierilor buri, cât și a mai multor rezidenți civili din Transvaalul de Nord. Avocatul apărării, maiorul James Francis Thomas, a cerut achitarea clienților săi în conformitate cu ceea ce se numește acum Apărarea de la Nürnberg, susținând că acuzații nu ar putea fi considerați responsabili din punct de vedere legal sau moral, deoarece ei respectau doar ordinele primite.
Morant a fost acuzat de executarea sumară a lui Floris Visser, un prizonier de război rănit, și de uciderea a patru afrikaneri și a patru profesori olandezi care fuseseră luați prizonieri la spitalul Elim. Morant a fost găsit vinovat și condamnat la moarte.

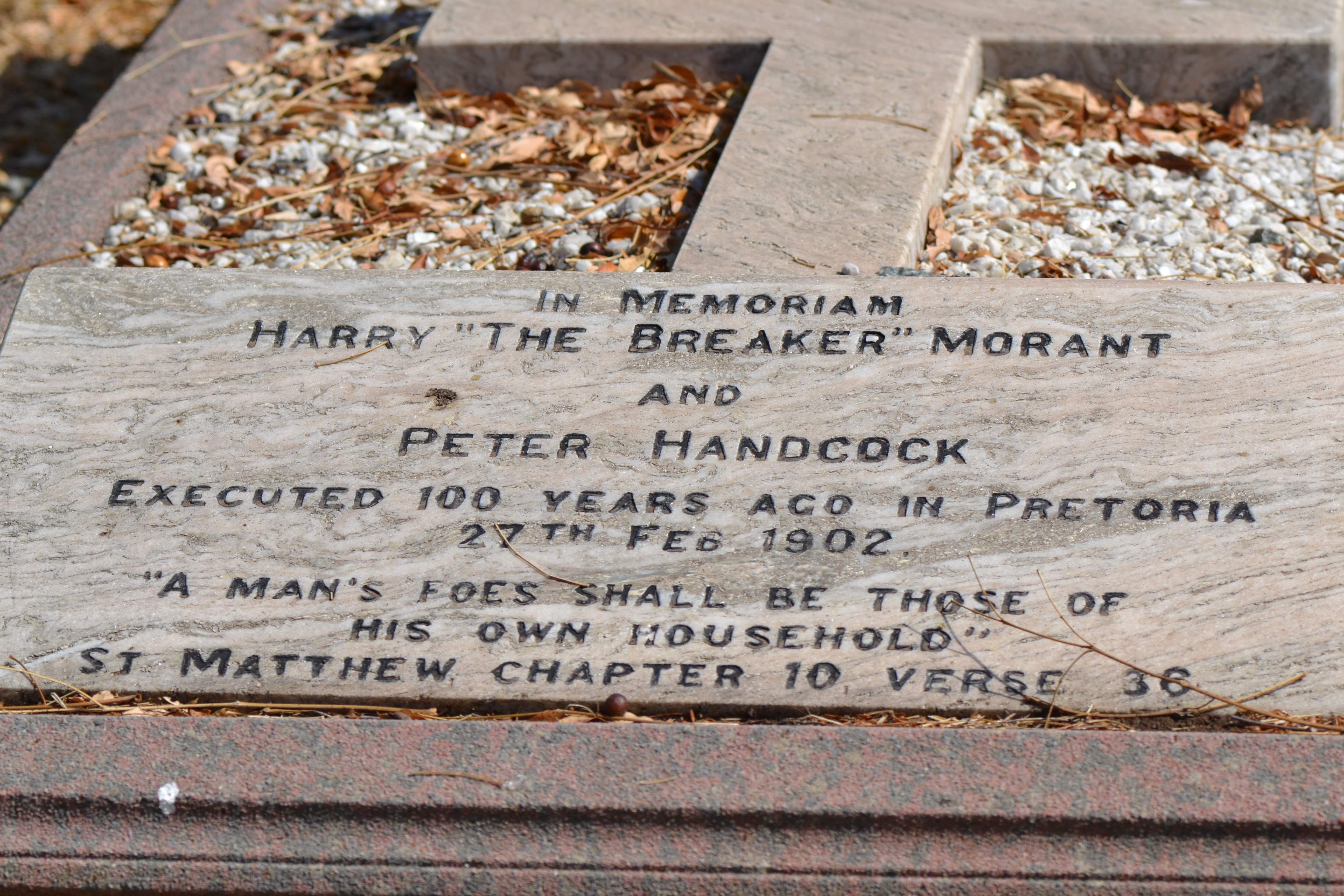
Mormântul comun al lui Morant și Handcock din Pretoria cu un monument pe care este scris și versetul din Matei 10:36:
și omul va avea de vrăjmași chiar pe cei din casa lui.

Locotenenții Morant și Peter Handcock au fost apoi aduși la curtea marțială pentru uciderea reverendului Carl August Daniel Heese, misionar al Societății Misionare din Berlin, născut în Africa de Sud. Heese a consiliat spiritual victimele olandeze și afrikanere de la spitalul Elim și a fost împușcat în aceeași după-amiază. Morant și Handcock au fost achitați de uciderea lui Heese, dar sentințele pentru uciderea lui Floris Visser și a celor opt victime de la spitalul Elim au fost puse în aplicare de către un pluton de execuție  din Cameron Highlanders la 27 februarie 1902.
Morant și Handcock au devenit eroi populari în Australia modernă, reprezentând un punct de cotitură pentru autodeterminarea australienilor și independența față de stăpânirea britanică. Curtea marțială și moartea lor au devenit subiectul unor cărți, al unei piese de teatru și al unui premiat film australian New Wave al regizorului Bruce Beresford.
La lansarea sa în 1980, filmul lui Beresford a prezentat povestea vieții lui Morant unui public mondial și „a ridicat imaginile ofițerilor acuzați la nivelul icoanelor și martirilor australieni”. În ciuda seriozității dovezilor și a acuzațiilor împotriva lor, unii australieni moderni îl consideră pe Morant și Handcock drept țapi ispășitori sau chiar victime ale crimelor judiciare. Ei continuă să încerce, cu un anumit sprijin public, să obțină o grațiere postumă sau chiar un nou proces.
Potrivit istoricului sud-african Charles Leach, „În opinia multor sud-africani, în special a urmașilor victimelor, precum și a altor persoane implicate în îndepărtata provincie Transvaal de Nord, justiția a fost realizată doar parțial prin aceste procese și prin sentințele rezultate. Încă predomină sentimentul că nu toți cei vinovați au fost judecăți - faimosul căpitan Taylor fiind cel mai evident dintre toate."